# Револуционарни покрет Тупак Амару
Револуционарни покрет Тупак Амару (шп. Movimiento Revolucionario Túpac Amaru, MRTA) био је комунистички герилски покрет у Перуу који је деловао од 1984. до 1997. као један од учесника у тзв. интерног конфликта у Перуу. Водио га је Нестор Серпа Картолини до своје смрти 1997. године. МРТА је име узела у знак почасти према Тупаку Амаруу II, побуњеничком вођи из 18. века који се назвао по свом претку Тупак Амаруу, последњем домородачком вођи народа Инка. МРТА-у је перуанска влада сматрала терористичком организацијом. На врхунцу снаге је имао око стотинак активних чланова.
МРТА је замишљен као марксистичко-лењинистички револуционарни покрет створен године 1983. од остатака Покрета револуционарне левице, герилске групе активне у Перуу 1960-их. Њени циљеви су били успостава комунистичке државе и избацивање свих империјалистичких елемената из Перуа (првенствено везаних уз америчке и јапанске утицаје). Перуански противтерористички програм је умањио могућности групе да изводи терористичке нападе, а МРТА је доста страдала због унутрашњих размирица као и насилних сукоба с маоистичком супарничком организацијом Светла стаза, затварањем и смрти водећих личности, као и губитком подршке од стране других левих организација. Неки од чланова МРТА-и су данас затворени у Боливији.
У случају који је изазвао међународну пажњу, Лори Беренсон, бивша студенткиња МИТ-а и америчка социјалистичка активисткиња с боравиштем у Лими, је била ухапшена 30. новембра 1995. од стране полиције и оптужена за сарадњу с МРТА-ом. Након тога ју је војни суд осудио на доживотни затвор (казну која је касније умањена на двадесет година затвора од стране цивилног суда).
Последња велика акција МРТА-е је године 1997. резултовала талачком кризом у јапанској амбасади. У децембру 1996. је четрнаест чланова МРТА-е запосело резиденцију јапанског амбасадора у Лими и више од четири месеца држало 72 талаца. Под наредби тадашњег председника Алберта Фуџиморија, оружане снаге су у априлу 1997. године извршиле јуриш на зграду те спасиле све осим једног таоца, док је свих 14 отмичара убијено. Фуџимори је примио похвале за одлучну акцију, али је цео случај касније изазвао контроверзе због открића да су тројица, а можда чак и осморица Емертиста погубљени након предаје. Верује се да су овој операцији помогли подаци добивени електронским прислушкивањем америчких обавештајних служби.
У септембру 2003. године четири чилеанска брањеника су били поновно суђени те осуђени за чланство у Револуционарном покрету Тупак Амару те учешћу у нападу на Перуанско–северноамерички културни институт те отмицу и убиства која су се догодила 1993. године.
Перуанска Комисија за истину и помирење је утврдила да је група била одговорна за 1,5% смртних случајева у интерном сукобу. У својим закључцима из године 2003. Комисија је навела:
За разлику од Светле стазе и других наоружаних латиноамеричких организација с којима је била одржавала везе, МРТА је преузимала одговорност за своје акције, њени чланови су носили униформе и друге ознаке с којима су се разликовали од цивилног становништва, уздржавала се од напада на ненаоружано становништво а у неким случајевима и показивала спремност за мировне преговоре. С друге стране, МРТА је такође била вршила злочине; користила се атентатима, као у случају генерала Енрике а Лопеза Албухара, узимањем талаца те систематском праксом отмица, што су злочини којима се крши не само лична слобода него међународно хуманитарно право које је МРТА тврдила да поштује. Важно је нагласити да је МРТА такође вршила убиства дисидената унутар сопствених редова.
Дана 22. марта 2006. Виктор Полај, герилски вођа МРТА-е, проглашен је од стране перуанског суда кривим за више од 30 злочина почињених крајем 1980-их и раним 1990-им.